# اینورتر سی‌سی‌اف‌ال

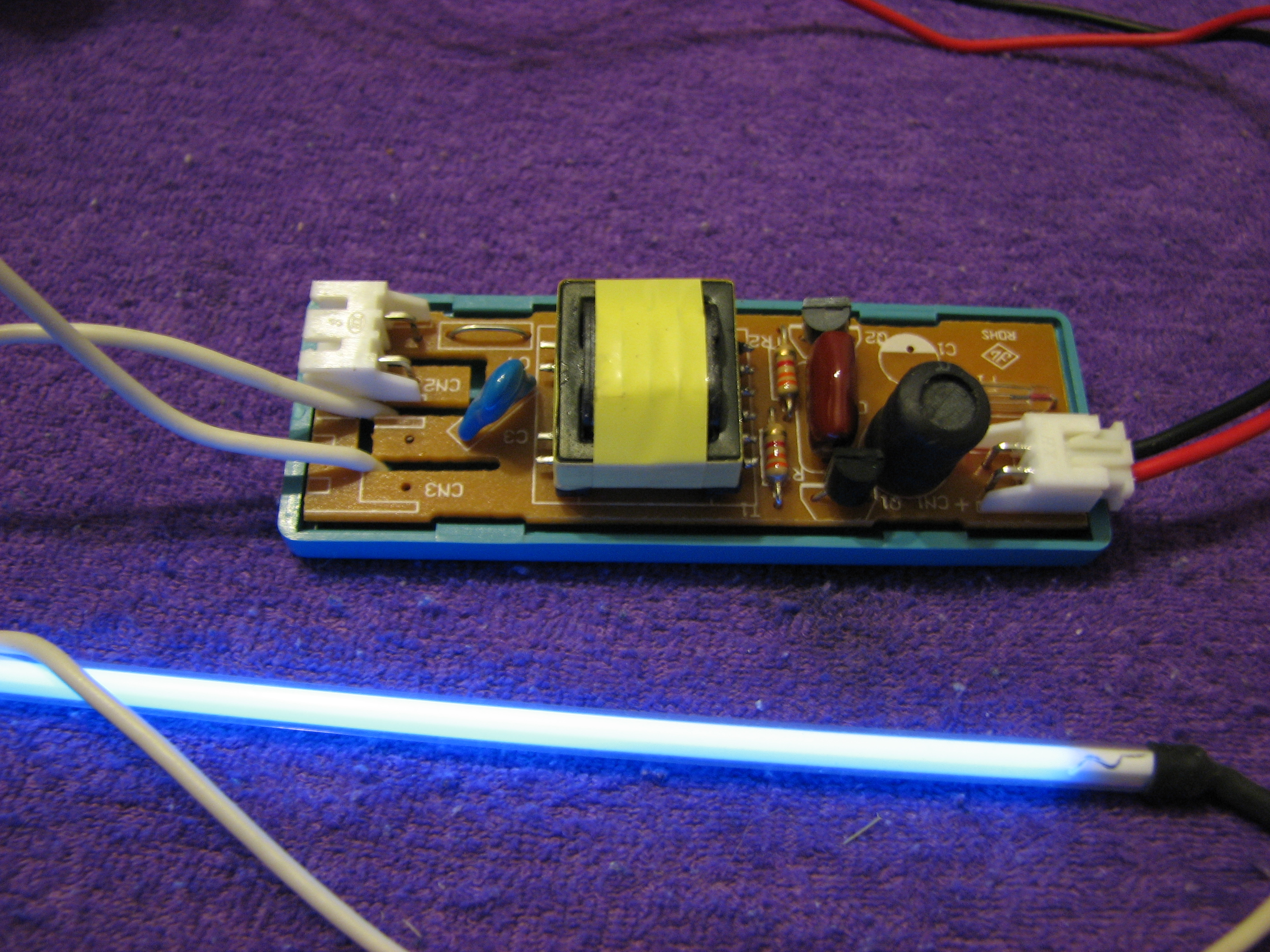
اینورتر CCFL متداول

اینورتر CCFL یک اینورتر الکتریکی است که تغذیه جریان متناوب را برای یک لامپ فلورسنت کاتد سرد (CCFL) تأمین می‌کند. CCFLها معمولاً به عنوان لامپ‌های ارزان قیمت در دستگاه‌های الکتریکی مورد استفاده قرار می‌گیرند که از طریق منبع جریان مستقیم مانند باتری‌ها تغذیه می‌شوند. اینورترهای CCFL کوچک هستند، راندمان انتقال بیش از ۸۰٪ را دارند و خروجی قابل تنظیم از نور را ارائه می‌دهند. آن‌ها به‌طور گسترده برای نورهای پس‌زمینه برای ال‌سی‌دی یا روشنایی پشتی در علائم تبلیغاتی استفاده می‌شوند.

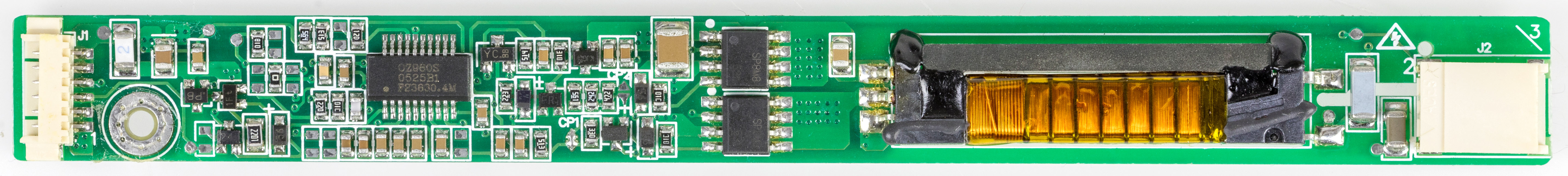
نمونه‌ای از اینورتر پیشرفته CCFL برای نوت بوک

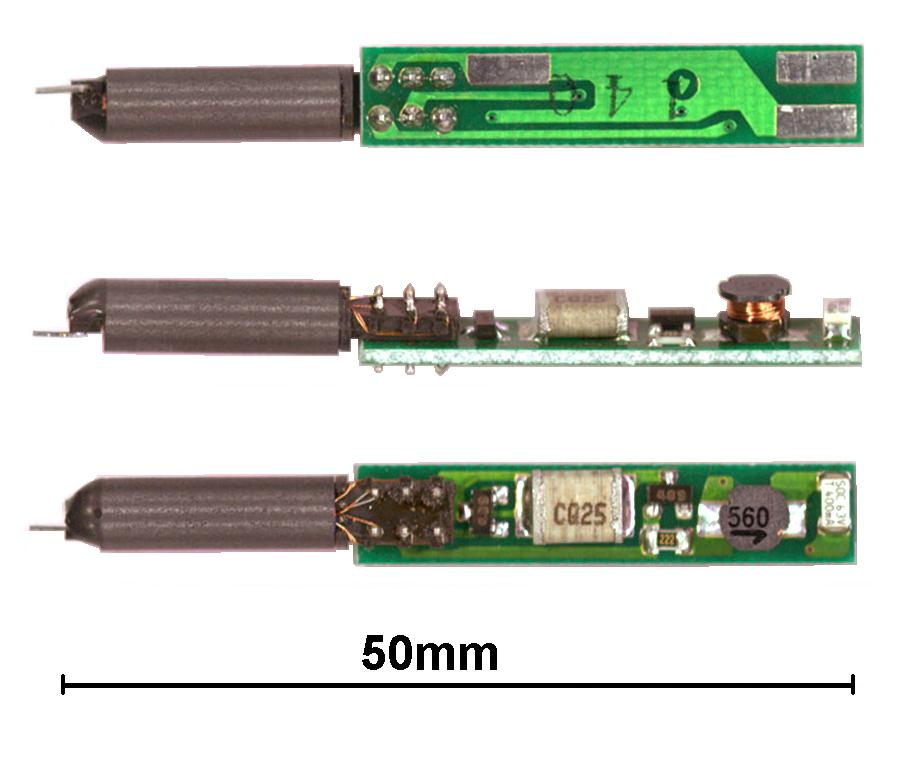
ترانسفورماتور رزونانس و فوق‌العاده کوچک CCFL-اینورتر

## تاریخ

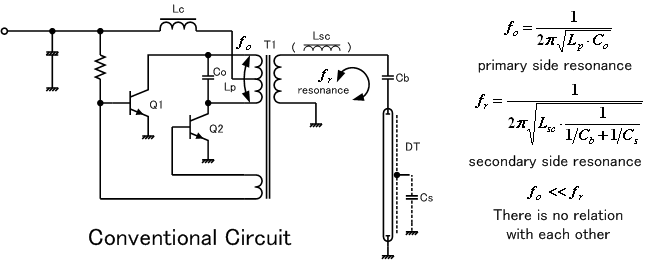
مدار اینورتر CCFL از فناوری نسل گذشته

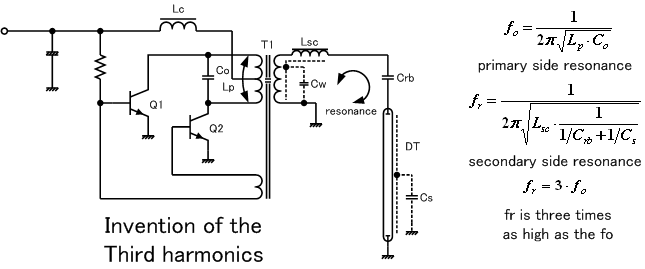
مدار اینورتر CCFL از فناوری پیشرفته

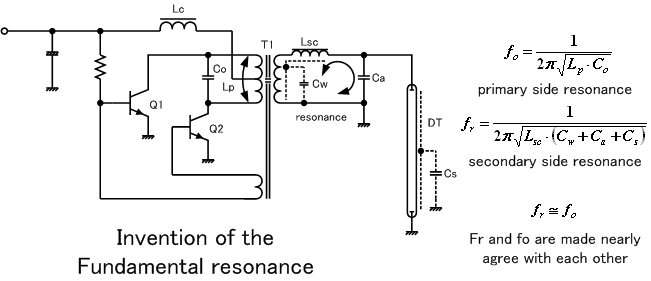
مدار اینورتر CCFL از پیشرفته‌ترین فناوری

در مورد مدار اینورتر یک لامپ فلورسنت کاتد سرد، از یک مدار نوع تشدید به‌طور گسترده استفاده شده‌است. این گاه به عنوان " مدار رویر " نامیده می‌شود. با این وجود تعریف مناسب از مدار رویر مستلزم این است که وارونگی یک عمل کلیدزنی در وضعیتی انجام شود که ترانسفورماتور اشباع شده باشد. یک مدار اینورتر که با استفاده از تشدید در مدار کلکتور یک ترانزیستور، عمل وارونگی را انجام می‌دهد، ترجیحاً به عنوان «مبدل باکساندال» در تمایز از یک مدار رویر واقعی گفته می‌شود. اینورترهای چند سطحی اساساً به سه توپولوژی تقسیم می‌شوند، یعنی اینورتر خازن شناور، اینورتر مهارشده با دیود و اینورتر پل-اچ متوالی. همه توپولوژی‌ها خاصیت کاهش هارمونیک‌ها را دارند. متوالی‌شده دارای این ضرر است که به منابع DC جداگانه نیاز داشته باشد، اما طرح مدار جمع و جور است و مشکل تقسیم ولتاژ وجود ندارد.